# Orogènesi laramidiana
L'Orogènesi laramidiana, en anglès: Laramide orogeny va ser un període de formació de muntanyes a Amèrica del Nord occidental. Es va iniciar al Cretaci tardà, de 10 a 80 milions d'anys i es va acabar fa entre 35 a 55 milions d'anys. La durada exacta està debatuda. L'expressió més oriental d'aquesta orogènesi van ser les Black Hills de Dakota del Sud. Aquest fenomen rep el nom per les Laramie Mountains de Wyoming. l'orogènesi Laramide de vegades es confon amb l'orogènesi Sevier, amb la qual s'ensolapa parcialment en el temps i en l'espai.

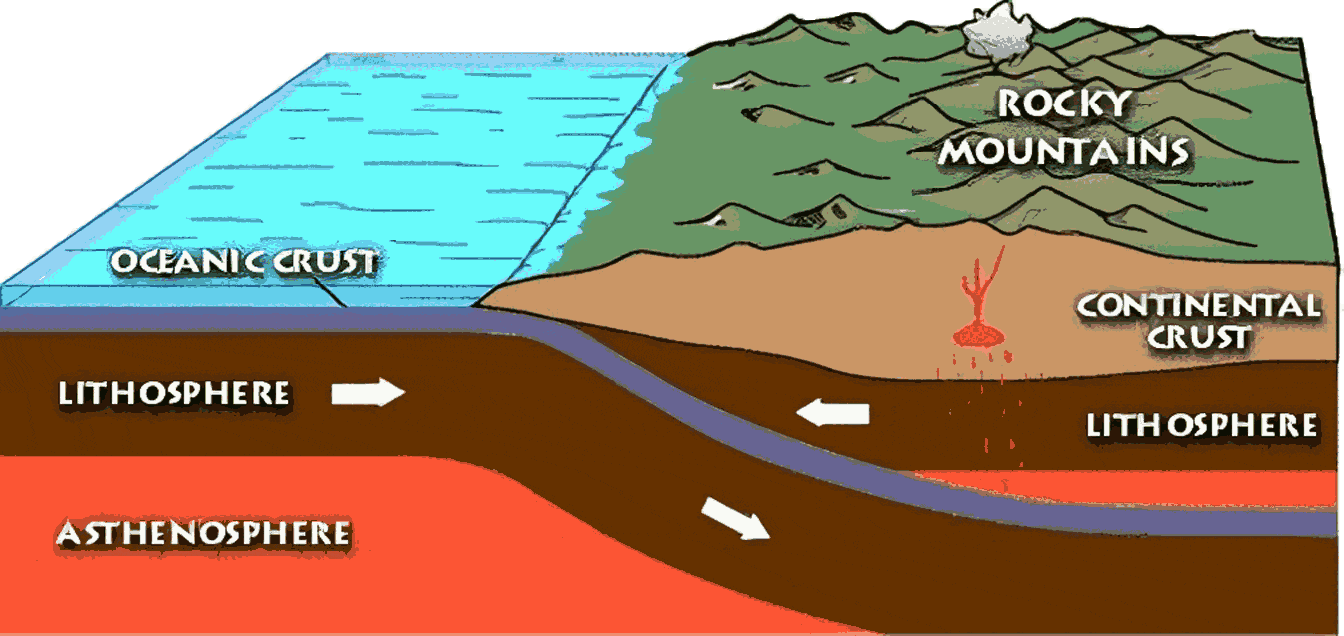
L'orogènesi laramidiana va ser causada per la subducció de la placa.

## Conseqüències ecològiques
Segons el paleontòleg Thomas M. Lehman: l'orogènia Laramide va provocar l'esdeveniment més greu que va afectar els dinosaures d'Amèrica del Nord al final del Cretàcic abans de la seva extinció Aquest esdeveniment va substituir els centrosaurins i lambeosaurins pels dinosures més primitius del sud, mentre que els biomes del nord van esdevenir dominas pels Triceratops amb reducció dels hadrosaures.